# Мандруй Україною з Дмитром Комаровим
«Мандруй Україною з Дмитром Комаровим» (рос. Путешествуй по Украине с Дмитрием Комаровым) — українська пізнавальна телепрограма про подорожі до регіонів України. Авторський проєкт Дмитра Комарова. Прем'єра відбулася 9 травня 2021 року на телеканалі «1+1». Є спінофом програми «Світ навиворіт».

## Про програму
Ідея створення програми спала на думку Дмитру Комарову у серпні 2020 року, під час пандемії коронавірусної хвороби. У цей час вона поширювалася в усьому світі і Комаров вирішив показати всю Україну в рамках «Світу навиворіт», але мова про туристичний проєкт навіть не йшла. Програма створена до 30-річчя незалежності України. Головна мета проекту — розкрити туристичний потенціал України, показавши маршрути, які зможе повторити кожен. У випусках Комаров подорожує популярними туристичними локаціями, показуючи їх з іншого, маловідомого боку, та відкриває нові напрямки. Зйомки тривали 2 місяці — з серпня по вересень 2020 року. Вони сильно відрізнялися від «Світу навиворіт» також тим, що разом з оператором Олександром Дмитрієвим працював ще один оператор — Сергій Мацко. З другого сезону роботу над проектом розпочав оператор Олександр Шилов, що працював над «Світом навиворіт».
Вийшло всього 3 сезони проекту, перший і другий налічували по 6 випусків, а третій по 9. Перший сезон стартував 9 травня 2021 року, в День перемоги,  другий 7 листопада 2021 року, на «1+1», а третій 24 серпня 2023 року, в День незалежності, на «1+1 Україна».
9 травня 2021 року перший сезон розпочався на каналі о 10:55. У програмі передач «1+1» на цей день він вказувався як «Світ навиворіт. Україна-2021» (до показу проєкту, у часі 9:45—10:55 транслювався 12 сезон «Світу навиворіт» про подорожі у Пакистані, що вийшов 13 лютого 2021 року). З 16 травня по 13 червня 2021 року перший сезон транслювався о 9:45 та о 10:50, у програмі він вказувався вже як «Мандруй Україною з Дмитром Комаровим» (у цей час 12 сезон «Світу навиворіт» був прибраний з ефіру, щоб звільнити місце для проєкту та перенесений на часи 12:00 та 13:10). З 7 листопада по 12 грудня 2021 року другий сезон розпочався о 17:30 (до показу проєкту, о 10:00 транслювався 13 сезон «Світу навиворіт» про подорожі у Еквадорі, що вийшов 30 жовтня 2021 року, а о 11:00 12 сезон).
10 вересня 2022 року, на «1+1 International» розпочався повторний показ проєкту, а закінчився 21 січня 2023 року. 28 листопада 2022 року, о 17:00, на «ТЕТ» розпочався повторний показ проєкту з повним українським дубляжем, записаним у студії «1+1 Media». Комарова дублює актор Денис Жупник. Повторний показ закінчився у грудні 2022 року.
24 серпня 2023 року, на «1+1 Україна», о 11:00 відбулася прем'єра третього сезону проєкту, який знято ще до вторгнення Росії на Україну.

## Сезони

### Хронологія сезонів
| Номер | Кількість серій | Дата виходу                  | Телеканал   |
| ----- | --------------- | ---------------------------- | ----------- |
| 1     | 6               | 9 травня — 13 червня 2021    | 1+1         |
| 2     | 6               | 7 листопада — 12 грудня 2021 | 1+1         |
| 3     | 9               | 24 серпня 2023               | 1+1 Україна |

### Список випусків

#### 1 сезон (2021)
| Номер серії | Місце     | Посилання |
| ----------- | --------- | --------- |
| 1           | Верховина | [ 13 ]    |
| 2           | Верховина | [ 14 ]    |
| 3           |           |           |
| 4           |           |           |
| 5           |           |           |
| 6           |           |           |

#### 2 сезон (2021)
| Номер серії | Місце | Посилання |
| ----------- | ----- | --------- |
| 1           |       |           |
| 2           |       |           |
| 3           |       |           |
| 4           |       |           |
| 5           |       |           |
| 6           |       |           |

#### 3 сезон (2023)
| Номер серії | Місце | Посилання |
| ----------- | ----- | --------- |
| 1           |       |           |
| 2           |       |           |
| 3           |       |           |
| 4           |       |           |
| 5           |       |           |
| 6           |       |           |
| 7           |       |           |
| 8           |       |           |
| 9           |       |           |

## Досягнення і нагороди
23 травня 2021 року 3 випуск першого сезону встановив рекорд за часткою телеперегляду. Вона стала найбільшою серед усіх українських тревел-шоу за всю історію вимірювань.
Восени 2021 Дмитро Комаров отримав нагороду Ukraine Tourism Awards у номінації «Амбасадор #МандруйУкраїною» за внесок у розвиток туризму в Україні.
В одному з випусків Дмитро Комаров ініціював встановлення рекорду українським спортсменом. Екстремал Павло Клец першим у світі здійснив стрибок із парашутом з-під корзини повітряної кулі. Хлопець був підвішений до кошика спеціальними кріпленнями за шкіру колін. Для фіксації рекорду Дмитро Комаров вперше стрибнув з парашутом з повітряної кулі.

## Цікаві факти
- Музичний супровід для проекту написав український композитор і музичний продюсер шоу «Голос країни» Руслан Квінта. Для створення музичної композиції він використав звуки трембіт, духових інструментів, дримби, етнічної скрипки і голос шамана[18].
- Саундтреком проморолика для проекту стала пісня «Шум» українського гурту «Go_A», яка була представлена на пісенному конкурсі Євробачення 2021[19].
- За версією Дмитра Комарова, найекстремальнішим місцем України є Карпати, найдушевнішим – Буцький каньйон, а найромантичнішим – Джарилгач – острів-коса неподалік від Скадовська[20].
- У випуску про відпочинок на острові Джарилгач Олександр Дмитрієв вперше виступив героєм сюжету, а не оператора. У зйомках Дмитро Комаров і Олександр Дмитрієв брали участь разом з родинами[21].
- Навесні 2021 року Комаров організував триденний прес-тур до Карпат, у якому сам став гідом для своїх колег. У міні-експедиції Дмитро показав журналістам, як і де знімається новий проект і познайомив з героями деяких випусків програми[22].